# La violetera
La violetera és una cançó composta per José Padilla en 1914 amb lletra d'Eduardo Montesinos i interpretat i popularitzat per la cantant espanyola Raquel Meller.
El cuplet va ser compost per José Padilla durant la seva estada a París com a director de l'orquestra del casino de la capital francesa.
La seva estrena es va produir a Barcelona, amb la interpretació de la cupletista Carmen Flores, encara que qui el va popularitzar entre el gran públic espanyol i francès primer, i posteriorment mundial, va ser la cantant Raquel Meller.

## Versions i adaptacions
Entre les adaptacions més rememorades es troba la de l'actor i director Charles Chaplin, qui va utilitzar la melodia d'aquest cuplet per a ambientar la seva pel·lícula de 1931, City Lights. Chaplin va ser condemnat per usar esta música sense autorització.

La versió interpretada per la cupletista Sara Montiel, també es va fer molt famosa, sobretot gràcies a la popularitat que va aconseguir la pel·lícula del mateix nom de 1958 dirigida per Luis César Amadori. Trenta anys després, Sara va regravar la cançó cantant-la a duo amb Montserrat Caballé per al seu àlbum Purísimo Sara.